# Tytus Komarnicki

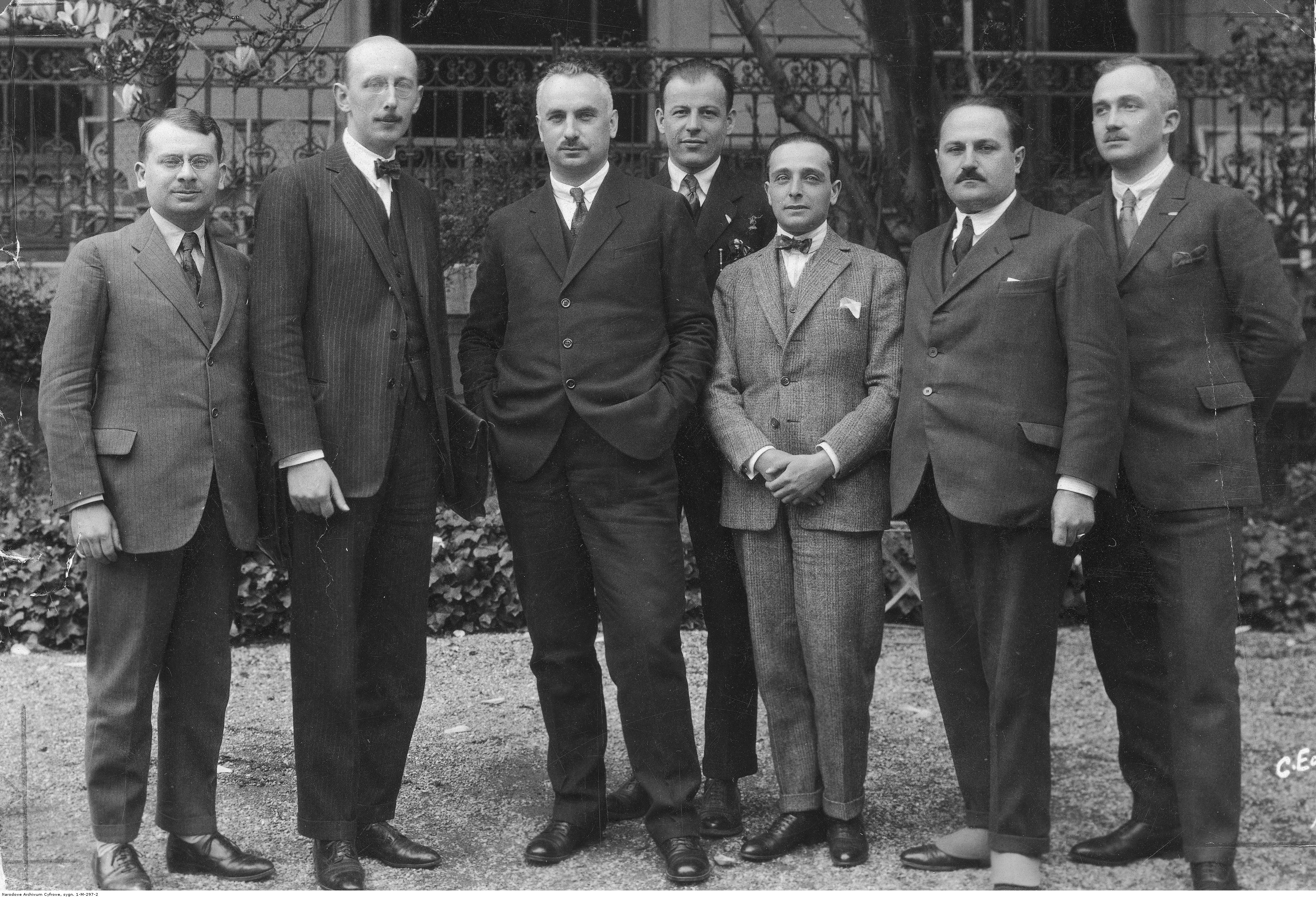
Członkowie delegacji polskiej, która wzięła udział w międzynarodowej konferencji w sprawie kontroli handlu bronią i amunicją w Genewie (maj 1925). Od lewej: Tytus Komarnicki, Kajetan Dzierżykraj-Morawski, Kazimierz Sosnkowski, Stanisław Kunstler, Tadeusz Gwiazdoski, Leon Chrzanowski

Tytus Komarnicki (ur. 15 stycznia 1896 w Jordanowicach, zm. 9 września 1967 w Londynie) – doktor habilitowany prawa, polski dyplomata i historyk.

## Życiorys
Urodził się w rodzinie Tytusa Sas Komarnickiego (1842–1899) i Josefy z Suszyckich (1867–1943). Był bratem Jadwigi i Wacława. Ukończył gimnazjum w Warszawie. Następnie studiował prawo na uniwersytecie w Dorpacie, Uniwersytecie Warszawskim i Sorbonie (gdzie w 1923 uzyskał stopień naukowy doktora praw). Ukończył również Wydział Dyplomatyczny Szkoły Nauk Politycznych w Paryżu.
Był pracownikiem Biura Komisji do Spraw Jeńców Tymczasowej Rady Stanu. Od 1 lipca do 1 listopada 1918 pracował w Departamencie Stanu Rady Regencyjnej. Od 20 listopada 1920 podjął pracę w Ministerstwie Spraw Zagranicznych. 1 lutego 1924 został sekretarzem poselstwa RP w Belgradzie. Do centrali MSZ powrócił 1 grudnia 1924 i do 1 stycznia 1928 pracował w Departamencie Politycznym jako radca ministra. W 1925 uczestniczył w konferencji lokarneńskiej. W 1928 sekretarz poselstwa RP w Berlinie, w latach 1929–1930 radca legacyjny w poselstwie RP w Watykan, 1930–1931 w Hadze. Od 1 sierpnia 1931 kierował w MSZ biurem prac przygotowawczych do międzynarodowej konferencji rozbrojeniowej, w lutym 1932 został zastępcą delegata i sekretarzem generalnym delegacji Polski na międzynarodową konferencję rozbrojeniową w Genewie. Od 22 listopada 1934 do 1 listopada 1938 pełnił funkcję delegata RP i ministra pełnomocnego przy Lidze Narodów. W latach 1938–1940 poseł RP w Bernie. Po upadku Paryża w czerwcu 1940 został mianowany na nieoficjalnego delegata Rządu RP na uchodźstwie na Francję, którą to funkcję pełnił do 1943. W latach 1944–1945 poseł RP przy rządzie Holandii w Londynie, po wyzwoleniu Holandii – w Hadze.
Po wojnie pracował jako wykładowca w polskiej Szkole Nauk Politycznych i Społecznych w Londynie, na Sorbonie i w Kolegium Wolnej Europy w Strasburgu. W 1955 habilitował się na Polskim Uniwersytecie na Obczyźnie.
Opracował do druku m.in. Diariusz i Teki Jana Szembeka, Londyn 1965–1969, pierwsze trzy tomy (z czterech wydanych). Członek Polskiego Towarzystwa Naukowego na Obczyźnie (od 1958).
Był mężem Chiary Evy Marii di San Marzano (1903–2001).

## Ordery i odznaczenia
- Krzyż Komandorski Orderu Odrodzenia Polski (11 listopada 1936)[4][5]
- Krzyż Niepodległości (9 października 1933)[6]
- Krzyż Kawalerski Orderu Odrodzenia Polski (9 listopada 1926)[7][8]
- Krzyż Walecznych[8]
- Złoty Krzyż Zasługi (10 listopada 1933)[9]
- Medal Pamiątkowy za Wojnę 1918–1921[8]
- Medal Dziesięciolecia Odzyskanej Niepodległości[8]
- Brązowy Medal za Długoletnią Służbę[3]
- Krzyż Wielki Orderu Zasługi (Węgry, 1937)[10]
- Krzyż Komandorski z Gwiazdą Orderu Świętego Sylwestra (Watykan)[8]
- Krzyż Komandorski Orderu Świętego Sawy (Jugosławia)[8]
- Krzyż Oficerski Orderu Świętego Sawy (Jugosławia)[8]
- Krzyż Kawalerski Orderu Legii Honorowej (Francja)[8]

## Prace
- Obrona Chełmszczyzny w Dumie. Druk. S-ki Wydaw. Głos. Warszawa 1918.
- Rebirth of the Polish Republic.Study in the Diplomatic History of Europe 1914–1920. London 1957, Wyd. Heinemann Ltd.
- Diariusz i teki Jana Szembeka 1934–1939, t. 1–4, (opr.) London 1964–1972.